# Manasi Pradhan
Manasi Pradhan, en hindi : ମାନସୀ ପ୍ରଧାନ, (née le 4 octobre 1962) est une militante des droits des femmes et une poétesse indienne. Elle est la fondatrice du mouvement social Honour for Women National Campaign (en) (en français : Campagne nationale Honneur aux femmes) visant à mettre fin à la violence contre les femmes en Inde,. En 2014, le président indien lui décerne le prestigieux prix Nari Shakti Puraskar, la plus haute récompense civile indienne. Avec Mary Prema, responsable mondiale des Missionnaires de la Charité, elle remporte le Outstanding Women Award (en français : Prix des femmes d'exception), en 2011.
Elle est fréquemment citée par des publications et organisations internationales. En 2016, le magazine Bustle (en), basé à New York, la nomme parmi les 20 auteurs et militantes féministes les plus inspirants. En 2017, le Welker Media Inc., de Los Angeles, la cite parmi les 12 plus puissantes faiseuses de changement féministe. En 2018, l'Oxford Union Society, association d'étudiants de l'Université d'Oxford, l'invite à s'adresser à l'union.
Elle est la fondatrice de Nirbhaya Vahini (en), Nirbhaya Samaroh (en) et OYSS Women (en). Elle a fait partie des membres du Central Board of Film Certification, l'office de régulation et de censure du cinéma indien et du comité d'enquête de la National Commission for Women (en) (en français : Commission nationale pour les femmes),.
Née dans une famille pauvre d'un village reculé dans l’État d'Odisha, elle combat avec succès le tabou social largement répandu contre l'éducation des femmes. Elle parcourt 15 km par jour à pied, au milieu des collines et des marécages, pour se rendre à l'unique lycée de la région et devenir la première femme diplômée de son village, puis la première femme diplômée en droit de sa région. L'histoire de la vie de Manasi Pradhan fait l'objet de documentaires aux États-Unis et en Israël,,.

## Biographie

### Jeunesse
Manasi Pradhan naît dans une famille pauvre, dans un village éloigné à Ayatapur, Banapur (en), district de Khordha, Odisha. Elle est l'aînée de deux filles et d'un fils nés de Hemalata Pradhan et Godabarish Pradhan. Son père est fermier et sa mère une femme au foyer.
L'éducation des femmes est alors considérée comme un tabou majeur dans la plupart des zones rurales de Banapur (en). Les filles sont rarement autorisées à aller au lycée. Après avoir terminé le collège du village, elles subissent une forte pression pour mettre fin à leurs études. De plus, il n'y a pas d'école secondaire dans les zones voisines. 
Elle marche 15 km par jour, au milieu des collines et des marécages, jusqu'au seul lycée de toute la région, pour devenir la première femme à passer l'examen du lycée dans son village,.
Après avoir terminé sa scolarité au lycée Patitapaban de Gambharimunda, la famille s'installe à Purî pour qu'elle puisse poursuivre ses études supérieures.
Avec les faibles revenus tirés des terres agricoles du village, il est devenu difficile de subvenir à ses besoins. Peu après avoir passé l'examen intermédiaire, elle doit travailler pour subvenir aux besoins de sa famille et à ses études. Elle obtient un B.A. en économie du Government Women's College de Purî, puis un M.A. en littérature Odia (en) de l'Université Utkal (en). Elle obtient également un baccalauréat universitaire en droit du G.M. Law College de Purî,.  

### Carrière
Elle travaille pour le département des finances du gouvernement d'Odisha et de l'Andhra Bank pendant une courte période, mais elle quitte ces deux institutions pour poursuivre sa propre passion. En octobre 1983, à l'âge de 21 ans, elle lance sa propre imprimerie et un journal littéraire. En quelques années, l'entreprise connait une croissance exponentielle, la plaçant dans la ligue des quelques femmes entrepreneurs qui réussissent à son époque.

### Militantisme
En 1987, elle fonde OYSS Women (en). Son objectif initial est d'aider les jeunes filles à accéder à l'enseignement supérieur et à devenir de futurs leaders dans la société. OYSS Women organise des ateliers de leadership, des camps d'éducation et de formation professionnelle, des camps de sensibilisation juridique et d'autodéfense, faisant de milliers de jeunes femmes des leaders potentiels dans leur domaine de prédilection. 
En dehors de ce qui précède, l'organisation entreprend de nombreuses activités et événements et est largement reconnue pour sa contribution pionnière à l'autonomisation des femmes. L'organisation est également le fer de lance de la campagne nationale Honneur aux femmes.

## Œuvres littéraires
Manasi Pradhan est une auteure et une poète acclamée. Son quatrième livre Urmi-O-Uchchwasn est traduit dans huit langues majeures.

### Note
- (en) Cet article est partiellement ou en totalité issu de l’article de Wikipédia en anglais intitulé « Manasi Pradhan » (voir la liste des auteurs).